# Non-Profit-Journalismus
Der Non-Profit-Journalismus, auch bekannt unter den Namen Gemeinnütziger Journalismus, Not-for-profit Journalism oder Think Tank Journalism, versteht sich als eine gemeinnützige Form des Journalismus. 

## Definition und Charakteristika
Non-Profit-Journalismus wird von verschiedenen Akteuren verfolgt, darunter auch Non-Profit-Organisationen, die im Gegensatz zu Unternehmen nicht primär den wirtschaftlichen Erfolg als Ziel haben. Non-Profit-Journalisten arbeiten in der Regel investigativ, wie der Journalist Stefan Seitz feststellt: „Sie greifen gesellschaftlich relevante Themen aus Politik, Wirtschaft und Gesellschaft auf, um durch gründliche Recherche Missstände, Skandale und Affären aufzudecken.“
Den Autoren Thomas Schnedler und Marcus Schuster zufolge sind insgesamt vier Merkmale für den Non-Profit-Journalismus kennzeichnend:
- nimmt die dem Journalismus zugedachte öffentliche Aufgabe ernst
- ohne Gewinnerzielungsabsicht
- wird mit einer maßgeblichen Finanzierung durch Spender und Förderer betrieben
- ist von den Finanzbehörden als gemeinnützig anerkannt

Charakteristisch für Non-Profit-Journalismus sind demnach folgende Merkmale:
- Non-Profit-Journalismus stärkt Meinungsvielfalt und Demokratie, indem er zu Medienvielfalt beiträgt und Bedarfslücken schließt, etwa in der lokal-regionalen Berichterstattung
- Non-Profit-Journalismus ist innovativ, da er regelmäßig neue Geschäfts- und Finanzierungsmodelle hervorbringt, neue Arbeitsfelder besetzt (etwa der Datenaggregation) und Diversität fördert
- Non-Profit-Journalismus setzt auf eine besondere Nähe zum Leser, der in die Themenfindung, -recherche und -verbreitung aktiv einbezogen wird.

## Vor- und Nachteile
Die fehlende Gewinnerzielungsabsicht des Non-Profit-Journalismus bietet einerseits bei der publizistischen Arbeit zahlreiche Freiheiten. So muss bei der Themenauswahl nicht auf Auflage- oder Klickzahlen Rücksicht genommen werden. Gesellschaftliche relative Themen können ohne Druck in Angriff genommen werden. Gleichzeitig besteht jedoch die Gefahr, dass durch die Alimentierung durch Stiftungen oder sonstige Geldgeber neue Abhängigkeiten entstehen: Der Unabhängigkeit von Werbemärkten steht die Abhängigkeit von Spendern, Zuschüssen etc. gegenüber.

## Verbreitung
Das bekannteste Non-Profit-Journalismus-Netzwerk ist das International Consortium of Investigative Journalists (ICIJ), das 1997 gegründet wurde. Es ist ein globales Netzwerk von mehr als 190 Reportern in über 65 Ländern. Im deutschsprachigen Raum ist das gemeinnützige Recherchebüro Correctiv zu nennen, das 2014 gegründet wurde. Weitere Beispiele für Non-Profit-Journalismus in Deutschland sind Kontext: Wochenzeitung, Frag den Staat oder die Vernetzungsplattform Hostwriter.